# Walter Hammersen
Walter Hammersen (5 de janeiro de 1911 – 10 de outubro de 1990) foi um político alemão do Partido Democrático Liberal (FDP) e ex-membro do Bundestag alemão.

## Vida
Hammersen foi membro do conselho municipal de Wiesbaden de 1954 a 1966 e foi membro do Bundestag alemão de 1961 a 1965. Ele entrou no parlamento pela lista do estado de Hessen do FDP.

## Literatura
Herbst, Ludolf; Jahn, Bruno (2002).  Vierhaus, ed. Biographisches Handbuch der Mitglieder des Deutschen Bundestages. 1949–2002 (em alemão). München: De Gruyter - De Gruyter Saur. 1715 páginas. ISBN 978-3-11-184511-1